# 경제살리기 특별위원회
경제살리기 특별위원회는 대한민국 제17대 대통령 선거 경선을 위해 2007년 10월에 한나라당에서 조직되어 선거 기간에 활동한 단체이며, 경제살리기특위, 경제특위라고도 부른다. 명칭은 ‘특별위원회’이지만, 입법부에 설치되는 일반적인 특별위원회와는 구별된다.

## 개요
대한민국 제17대 대통령 선거에서 ‘국민성공’(경제살리기)의 구상을 실현하기 위하여 출범하였으며, 당시 한나라당 대통령 후보가 직접 위원장직을 맡고 일선의 각 분야 대표 24인을 위원으로 위촉하였다.

## 조직
2007년 10월 21일에 현장 중심의 11개 분과와 분과위원장 등 24명의 위원이 선정·발표되었다. 한나라당 중앙선거대책위원회 특별기구로 운영되었다.
조직은 위원장을 중심으로 고문, 부위원장, 총괄간사, 분야별 위원으로 구성되며, 대학교수와 연구원 등으로 구성된 전문가 자문팀과 기획팀이 별도로 마련되어 특위 위원단을 지원하였다.
- 위원장: 이명박
- 고문: 사공일, 데이비드 엘든
- 부위원장: 황영기, 정진섭, 윤진식
- 총괄간사: 최경환
- 위원: 정운천, 지승림 외 다수

## 활동 내용
2007년 11월 14일 전체회의에서 서민 생활 안정과 자영업자, 중소기업 지원 등을 주요 내용으로 하는 10대 과제를 발표하였으며, ‘서민경제 747’을 구상하였다.

## 이후
- 이명박 정부 출범 이후 주요인물들이 이 위원회에서 추천되어 내각등에 기용되었다.

## 관련 보도
- 황영기 전 우리금융지주회사 회장은 일찌감치 이명박 대통령 당선자와 선거진영에서 함께 뛰면서 신임을 얻었다. 황 전 회장은 경제살리기 특별위원회 부위원장이다.[8]
- 사공일 위원장은 이명박 대통령 당선자의 후보시절 경제살리기 특위 고문을 맡으면서 이 당선자의 경제공약 등에 깊숙이 간여해 온 인물이다. 인수위가 꾸려졌지만 그는 별도의 경제분과를 맡지 않았다. 대신 국가경쟁력강화 특위 위원장을 맡았다.[9]
- 이 당선자의 정책은 국제정책연구원(GSI)과 바른정책연구원(BPI), 그리고 당내의 정책자문위원회에서 주로 마련됐다. 여기에 한나라당의 집권 비전을 제시한 일류국가비전위원회와 경제살리기특별위원회도 한 몫을 담당했다.[10]
- 투자유치TF 팀장으로 임명된 윤진식 전 산업자원부 장관은 선대위 산하 경제살리기특별위원회 부위원장을 맡아 정책 능력을 인정받았다.[11]
- 박근혜 전 한나라당 대표측 인사로 분류되는 최경환 의원(경제2분과 간사)은 경선 때 당선자의 반대 진영에 섰지만, 선대위 경제살리기특별위원회 총괄간사를 맡으며 능력을 인정 받았다.[12]
- 엘든 위원장은 대선 과정에서 이 당선자가 직접 위원장을 맡았던 한나라당 경제살리기특별위원회 고문으로 일하기도 했다.[13]

## 같이 보기
- 국가경쟁력 강화위원회